# 大阪市電西野田桜島線
大阪市電西野田桜島線（おおさかしでんにしのださくらじません）は、兼平町駅 - 桜島駅前駅を結んでいた大阪市電第四期線の路線。

## 路線概要
- 起点：兼平町駅
- 終点：桜島駅前駅
- 軌間：1435mm
- 架線電圧：直流600V

## 沿革
- 1920年（大正9年）10月23日：大阪市電の第四期線として、兼平町駅 - 朝日橋駅間を開業。
- 1921年（大正10年）9月9日：朝日橋駅 - 千鳥橋駅間を延伸開業。
- 1922年（大正11年）
  - 5月28日：千鳥橋駅 - 島屋町駅（初代）間を延伸開業。
  - 8月16日：島屋町駅（初代）を三本松駅に改称、島屋町駅（2代）を開業。
- 1923年（大正12年）9月21日：春日出車庫前駅を開業。
- 1924年（大正13年）4月17日：三本松駅 - 桜島駅間を延伸開業。
- 1927年（昭和2年）ころ：春日出葬儀所前駅を開業。
- 1928年（昭和3年）～1929年（昭和4年）
  - 四貫島町駅を廃止。
  - 四貫島大通二丁目駅を開業。
  - 四貫島大通三丁目駅を開業。
  - 島屋町駅（2代）を西島屋町に改称。
  - 恩貴島南之町駅（初代）を島屋町駅（3代）に改称。
  - 春日出葬儀所前駅を西春日出町駅に改称。
  - 春日出車庫前駅を恩貴島南之町駅（2代）に改称。
- 1929年（昭和4年）11月22日：桜島駅 - 桜島駅前駅間を延伸開業。
- 1944年（昭和19年）6月1日：戦時体制下での急行運転のため、朝日橋駅、四貫島大通二丁目駅、西春日出町駅、北港海岸駅、桜島駅を廃止。
- 1945年（昭和20年）3月13日 - 7月1日：戦災のため、島屋橋駅 - 桜島駅前駅間を休止。
- 1945年（昭和20年） - 1946年（昭和21年）
  - 恩貴島南之町駅（2代）を春日出車庫前に改称。
  - 北港海岸駅を島屋橋駅として復活。
- 1949年（昭和24年）10月1日：朝日橋駅を復活。
- 1951年（昭和26年）7月15日：四貫島大通二丁目駅を復活。
- 1954年（昭和29年）
  - 9月5日：西春日出町駅を復活。
  - 12月5日：三本松駅を兼平町駅寄りに100m移設。
- 1955年（昭和30年）4月11日：島屋橋駅 - 桜島駅前間を単線で運行再開。
- 1962年（昭和37年）2月1日：島屋橋駅 - 桜島駅前間を廃止。
- 1964年（昭和39年）3月21日～3月22日：大阪環状線高架化に伴う上下切替で、西九条付近にあった跨線橋部分を地平化。
- 1969年（昭和44年）2月1日：兼平町駅 - 島屋橋駅間を廃止。

## 駅一覧
| 駅名               | キロ程 | 接続路線             |
| ------------------ | ------ | -------------------- |
| 兼平町駅           | 0.0    | 大阪市電：西野田線   |
| 西九条駅           | 0.5    | 日本国有鉄道：西成線 |
| 朝日橋駅           | 0.9    |                      |
| 千鳥橋駅           | 1.2    | 阪神電気鉄道：伝法線 |
| 四貫島大通二丁目駅 | 1.5    |                      |
| 四貫島大通三丁目駅 | 1.7    |                      |
| 春日出町駅         | 2.0    |                      |
| 西春日出町駅       | 2.2    |                      |
| 春日出車庫前駅     | 2.6    |                      |
| 島屋町駅           | 3.1    |                      |
| 西島屋町駅         | 3.4    |                      |
| 三本松駅           | 3.8    |                      |
| 島屋橋駅           | 4.5    |                      |
| 桜島駅前駅         | 5.3    | 日本国有鉄道：西成線 |

- 1959年（昭和34年）7月当時

### 廃駅
- 四貫島町駅（四貫島大通二丁目駅（当時未開業） - 四貫島大通三丁目駅（当時未開業）間）：1928年（昭和3年） - 1929年（昭和4年）廃止。
- 桜島駅（島屋橋駅 - 桜島駅前駅間）：1944年（昭和19年）6月1日廃止。